# مقاطعة تاتنال (جورجيا)
مقاطعة تاتنال (بالإنجليزية: Tattnall County)‏ هي إحدى المقاطعات في ولاية جورجيا في الولايات المتحدة الأمريكية.